# 伊藤麻美
伊藤 麻美（いとう まみ）は、日本の女優。湘南テアトロ☆デラルテ所属。

## 出演作品

### 舞台
- 湘南テアトロ☆デラルテ（旧：湘南アクトステージ）
  - 第2回公演『煙が目にしみる』（江沢優）
  - 第3回公演『誰かが誰かを愛している』（星あかね）
  - 第4回公演『アルジャーノンに花束を』（ストラウス）
  - 第5回公演『幸せのアルデンテ』（平野絵美）
  - 第7回公演『微笑みのサムシング』（澤遼子）
  - 第8回公演『天使のいる珈琲店』（芦原弥生）
  - 第9回公演『幸せのアルデンテ』（平野絵美）※再演
  - 第10回公演『ウェルメイド家族』（早乙女寧々）
  - 平塚市民演劇フェスティバル『素敵な花の咲かせ方』（花田つばき）
  - 第11回公演『シロツメクサの花咲く』（美咲）
  - 平塚市民演劇フェスティバル『十二人の怒れる男』（陪審員五号）
  - 劇団・湘南アクターズワンコインシアター『十二人の怒れる男』（陪審員五号）
  - 第12回公演『はちみつ〜フルコースバージョン〜』（つぐみ）
  - 二宮町文化施設等振興協会支援公演『十二人の怒れる男』（陪審員五号）
  - 平塚市民演劇フェスティバル『別役実のコント検定!〜不条理な笑いのライセンスをあなたに』（『勝手にしやがれ』女）
- ミュージカル『ホス探へようこそ ザ・サード』（深雪）
- おっ、ぺれった35周年公演『ハードボイルド母ちゃん』[1]

### テレビ
- 平塚市民演劇フェスティバル『素敵な花の咲かせ方』（SCN湘南チャンネル）
- 平塚市民演劇フェスティバル『十二人の怒れる男』（SCN湘南チャンネル）
- 平塚市民演劇フェスティバル『別役実のコント検定!〜不条理な笑いのライセンスをあなたに』（SCN湘南チャンネル）